# Индейская кухня
Кухня индейцев зародилась ещё в доколониальный период и до настоящего времени сохраняет своеобразие. Хотя основана она на продуктах, распространённых в Америке ещё в доколумбову эпоху, в неё со временем проникли и некоторые европейские ингредиенты (например, пшеница). Некоторые блюда играли ритуальную роль: например, жареный хлеб был традиционной принадлежностью пау-вау.
Значительное количество индейских блюд сохраняется в традиционных кухнях стран Латинской Америки. Некоторые блюда индейцев, вышедшие из употребления, можно восстановить по отчётам европейских колонизаторов.
С другой стороны, благодаря колумбову обмену в кухню европейских народов, США и Канады проникли такие традиционные для индейской кухни элементы, как кукурузный хлеб, индейка, клюква, черника, кукурузная каша и кукурузная крупа.
Древнейшими продуктами, которые культивировали индейцы по всему американскому континенту, были «три сестры» — кукуруза, тыква и бобы.
Современная кухня индейцев исключительно разнообразна, поскольку сами индейцы представляют собой огромное множество не связанных друг с другом языковых семей. Характерным для неё, тем не менее, остаётся использование тех продуктов, которые существовали на территории Америки до прихода европейцев, в том числе мяса местной дичи и одомашненных животных. Североамериканская кухня относительно проста и редко использует пряности (обычно — можжевельник, дикий имбирь, салат-латук), чем отличается от центрально- и южноамериканской, где распространены острые блюда.

## Кухня индейцев Северной Америки
Сельское хозяйство индейцев Северной Америки, проживающих в Восточном Вудленде, было основано на «трёх сёстрах»: кукуруза, бобы и тыква. Кроме того, были распространены местный сорт киноа, различные виды амаранта, ива, ячмень, майская трава (en:maygrass) и подсолнечник.
В северо-западной части современных США кухня была особенно разнообразна: в частности, там употребляли в пищу лососёвых и другие виды рыб, морепродукты, грибы и ягоды, а также другие продукты. Местные племена занимались охотой и собирательством и в связи с изобилием природных ресурсов не занимались сельским хозяйством. На территории современной Калифорнии жёлуди размалывались в муку, которая составляла до 75 процентов местного рациона, а в сухой сезон готовилось вяленое мясо.
Некоторые характерные блюда североамериканских индейцев:
- en:Corn bread — Кукурузный хлеб
- en:Nokake — Нокаке — алгонкинские кукурузные лепёшки
- Жареный хлеб — основан на ингредиентах, которые распространяются среди индейцев в резервациях, является традиционным для обрядов пау-вау.
- en:Bean bread — Бобовый хлеб, изготавливается из кукурузной муки и бобов; популярен в племени чероки
- en:Black drink — Чёрный напиток или «аси» — церемониальный напиток юго-востока США, изготавливается из Yaupon Holly
- en:Succotash — Суккоташ, состоит из трёх компонентов: бобы «лима», томаты и кукуруза
- Пеммикан — концентрированный продукт, состоящий из высушенного и растёртого в порошок мяса, сушёных ягод и жира
- en:Psindamoakan — Псиндамоакан, пища охотников племени ленапе, изготавливается из слегка поджаренной кукурузной муки с кленовым сахаром
- en:Bird brain stew — тушёный птичий мозг, блюдо племени кри
- en:Buffalo stew — тушёное мясо буйвола, блюдо племени лакота, также называется Tanka-me-a-lo
- en:Acorn mush — суфле из желудей, блюдо народа мивок
- en:Wojape — Уоджапе (уохапе), пудинг индейцев равнины (центральная часть США) из размятых варёных ягод
- Джерки — способ приготовления вяленого и/или копчёного мяса, как млекопитающих, так и лососевых
- en:Piki bread — Пики (хлеб) — блюдо народа хопи
- en:Green chili stew — тушёный зелёный перец чили
- en:Mutton stew — тушёная ягнятина, блюдо народа навахо
- en:Pueblo bread — Хлеб пуэбло

### Блюда инуитов (эскимосов)
- en:Walrus Flipper Soup — суп из плавников моржа, блюдо эскимосов.
- en:Stink Fish — вонючая рыба, блюдо эскимосов из квашеной рыбы, которая закапывается на определённое время, и употребляется в пищу после «созревания». Аналогичное блюдо существует у народов Скандинавии.
- en:Salted Salmon — солёный лосось, блюдо эскимосов, лосось замачивается на несколько месяцев в сильно концентрированной солёной воде, пока не пропитывается солью.
- en:Akutaq — акутак, или «мороженое эскимосов», изготавливается из жира и мяса оленя-карибу или лося, а также ягод, тюленьего жира, иногда рыбы. Все компоненты взбиваются и смешиваются со снегом или водой.

## Карибская кухня
В этом регионе представлены культуры араваков, карибов и сибонеев. Первыми с Колумбом встретились таино, жители Больших Антил. До контакта с европейцами эти народы занимались примитивным сельским хозяйством и собирательством, охотой и рыболовством. Таино культивировали кассаву, батат, кукурузу, бобы, тыкву, ананас, арахис и перец. В настоящее время таино и ряд других карибских народов исчезли, однако их наследие сохранилось.
- Барбакоа, от которого происходит название блюда барбекю — метод медленной жарки мяса над колодцем с огнём
- en:Jamaican jerk spice — джерки или чарки, ямайское пряное сушёное мясо, происходит от народности таино на Ямайке. На мясо наносился слой молотого ямайского перца, шотландского перца и, по вкусу, других пряностей, после чего мясо коптилось над огнём или над дымом от древесного угля.
- en:Casabe — Касабе, лепёшка из корня юкки. Это блюдо было широко распространено в доколумбовой Карибии и Амазонии.
- en:Guanime — Гуаниме, пуэрто-риканское блюдо, напоминающее тамале (см. ниже).
- en:Funche — Фунче или фунхи, кукурузная каша, традиционная для Пуэрто-Рико.

Фрукты на Карибах — как известные европейцам манго, ананасы, папайя и кокосы, так и незнакомые аннона (гуанабана), аки, мушмула, саподилла и угли — употребляются и в сыром виде, и в качестве ингредиентов для приготовления напитков и десертов. Бананы же здесь главным образом овощные, и их используют наподобие картофеля в Европе.
Из рыбы на Карибских островах популярны кефаль, тунец, мясо дельфина или акулы, помпано, ваху, люциана и апуку. Пользуясь морскими дарами, местные жители готовят соленую треску, мидии в кокосовом соусе, запечённую скумбрию, салат с креветками, суп из черепахи, стейки из рыбы-меч, фаршированные крабовые спинки.
В качестве приправ используют уксус, сок лайма, горчицу, томатную пасту, соль и сахар, карри, различные варианты перца (особенно горячо здесь любят чили), мускат, тимьян, гвоздику и имбирь. В соусы и маринады добавляют сметану, кокосовое молоко, ром и йогурты.
В числе популярных на Карибах напитков — различные виды рома, имбирное пиво, кофе, свежевыжатые соки.

## Кухня Месоамерики
До Колумба в Месоамерике существовало множество высокоразвитых цивилизаций с развитым сельским хозяйством. Неудивительно, что кухня месоамериканских индейцев в значительной мере повлияла на современную кухню центральноамериканских стран, в первую очередь Мексики.
- Гуакамоле
- Мескаль
- Перец чили
- Пульке или октли, алкогольный напиток из ферментированного сока агавы
- Сальса
- Тако
- Тесгуино — кукурузное пиво, священный напиток народа тараумара
- Тамале
- en:Tlacoyo — тлакойо (гордита)
- en:Pozole — посоле
- Mole — моле (соус)
- Тортилья
- Чампуррадо, шоколадный напиток
- en:Xocolātl — шоколатль
- en:Pejelagarto — пехелагарто, рыба с «крокодильей» головой, приправленная перцем чили и лаймом
- en:Tepache — тепаче, слабоалкогольный ферментированный напиток из фруктов.
- en:Pupusa — пупуса, толстая кукурузная лепёшка, блюдо народа пипилей из Сальвадора
- en:Alegría — алегрия, лакомство из разбухшего амаранта с добавлением варёного мёда или сока агавы. В древние времена из этого лакомства лепились фигурки ацтекских богов
- en:Balche — бальче, ферментированый медовый напиток народа майя

## Кухня индейцев Южной Америки

### Андские культуры
Включает рецепты народов кечуа, аймара и культуры Наска.
- Киноа
- жареная морская свинка — распространена во многих андских регионах, где морскую свинку выращивали как домашнее животное в течение по крайней мере 4000 лет
- жареные зелёные томаты — этот вид томатов распространён в Перу
- en:Chicha — Чича, общее название для ряда местных сортов пива Южной Америки. В Амазонии наиболее распространённым сырьём является маниок, используются также амарант, киноа, арахис, картофель, кока и ряд других ингредиентов.
- en:Chicha morada — чича-морада, перуанский сладкий неферментированный напиток, изготавливается из красной кукурузы, фруктов и пряностей.
- en:Colada morada — колада-морада, густой и пряный фруктовый напиток на основе андской черники, традиционно употребляется в день мёртвых в Эквадоре. Обычно подаётся вместе с guagua de pan, хлебом в форме запелёнатого младенца, который в доколумбовы времена изготавливался из кукурузной муки; в других регионах хлеб может иметь другую форму.
- Чарки, тип вяленого мяса
- en:Humitas — умитас, напоминает современный тамале — очень сытная смесь из кукурузы, зелени и лука, готовится обёрнутой в кукурузные листья. Название — современного происхождения и связано с формой данного блюда.
- Севиче, морепродукты, замаринованные в кислом соке цитрусовых (например, лайма).
- en:Cancha/en:tostada — канча/тостада, жареная дроблёная жёлтая кукуруза
- en:Llajua — льяхуа, боливийская сальса
- en:Llapingachos — льяпингачо, пирожки из картофельной муки, Эквадор
- en:Mate de coca — мате-де-кока
- en:Pachamanca — пачаманка, жаркое, приготовленное в печи «хаутиа» (en:hautía)
- en:Pataska — патаска, острое жаркое из варёной кукурузы, картофеля и сушёного мяса.
- en:Saraiaka — сараяка, спиртной напиток из кукурузы[6].

### Другие южноамериканские культуры

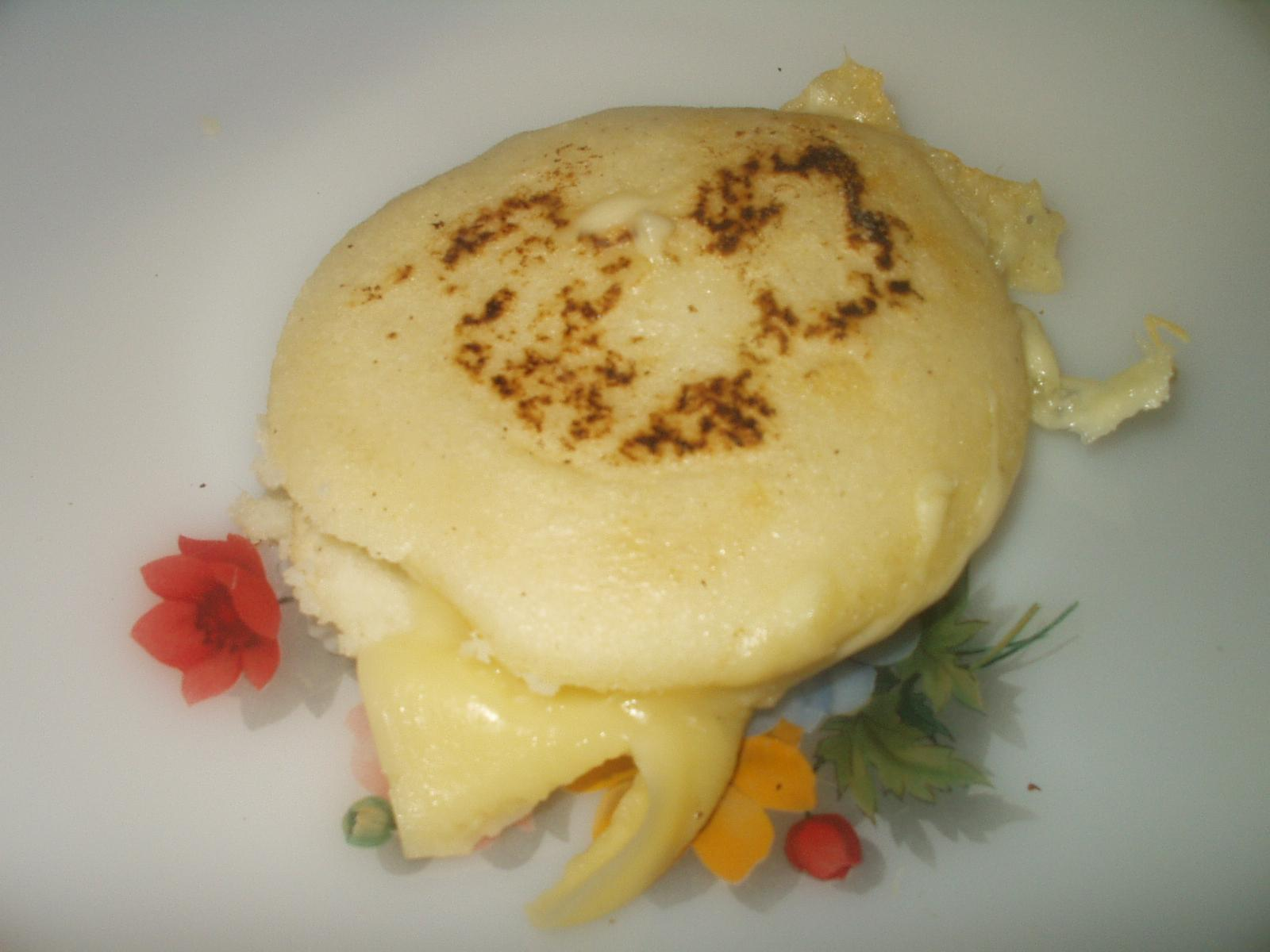
Арепа, наполненный сыром

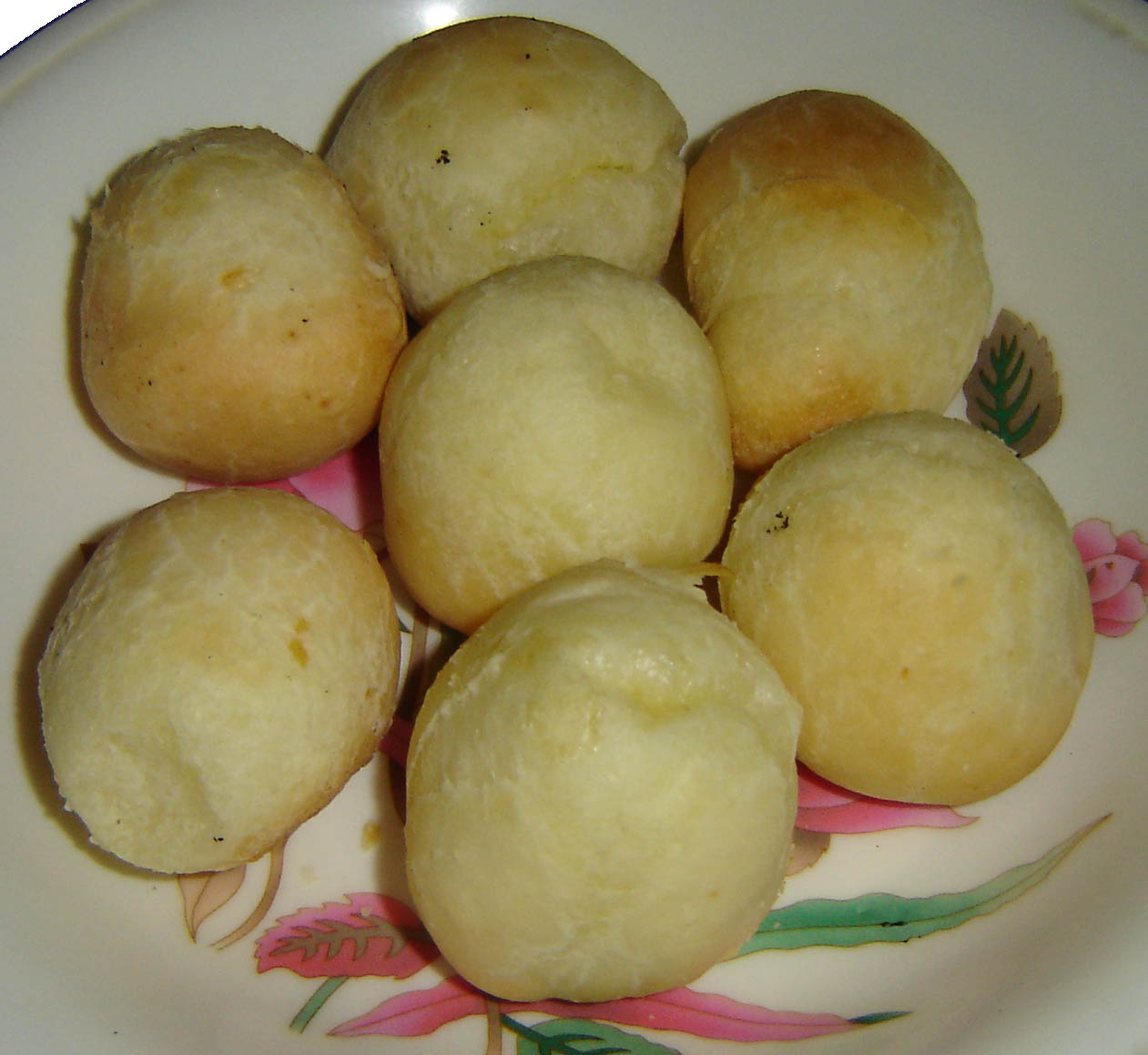
Чипа

- Ангу, бразильский кукурузный суп, получивший распространение в итальянской кухне под названием «полента».
- Лапачо или тахибо, лечебный настой из коры.
- Мате, напиток, похожий на чай, изготавливаемый из растения под тем же названием; слово происходит из языка гуарани.
- Арепа — кукурузный хлеб, созданный аборигенами Колумбии и Венесуэлы.
- Кауим[англ.] — ферментированный напиток на основе кукурузы или маниока, которая обрабатывается ферментом из человеческой слюны. Традиционно употребляется народом тупинамба и некоторыми другими коренными народами Бразилии.
- Куранто — чилийское жаркое, готовится в земляной печи. Блюдо происходит от народа чоно, проживающего на острове Чилоэ.
- Меркен[англ.] — порошок индейского перца, традиционно используется народом мапуче.
- Пира кальдо[англ.] — парагвайский рыбный суп.
- Чипа — традиционный для Парагвая хлеб из кукурузной или маниоковой муки.

## Кухонные принадлежности

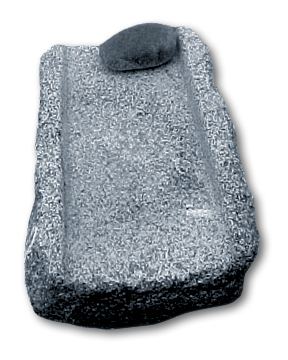
Метате и мано

Ранние кухонные принадлежности, в том числе ножи, ложки, тёрки и кухонные доски, изготавливались из природных материалов, таких, как камни или кости животных. Из высушенных тыкв делали сосуды, ложки, черпаки и контейнеры. У многих народов Америки также существовали гончарные традиции, что позволяло им изготавливать самые разнообразные керамические кухонные принадлежности. Знать андских и месоамериканских культур использовала посуду и приборы из золота, серебра, меди и других ценных материалов.
- Молинильо, месоамериканская метёлка для взбивания пенки на какао
- en:Metate — метате, каменная тёрка, которая использовалась вместе с камнем «мано», например, для отбивания мяса. Довольно часто встречается в археологических раскопках в Коста-Рике
- en:Molcajete — молькахете, чаша из базальта, использовалась как ступка
- Batan — батан, андская тёрка, использовалась вместе с небольшим камнем «унья»
- en:Paila — паила, андский керамический кубок
- en:Cuia — куйя, сосуд из тыквы, использовался для питья мате
- en:Burén — бурен, керамическая сковорода, использовалась народом таино